# Yo Yogi!
Yo Yogi! (br: A Turminha do Zé Colmeia) foi um seriado animado produzido numa parceria Estados Unidos/Canadá, pela Hanna-Barbera. A série estreou em  14 de setembro de 1991, tendo sua última transmissão em 7 de dezembro de 1991. No Brasil, foi exibido a partir de 2006 pelo SBT, sendo apresentado em programas como Sábado Animado e Carrossel Animado.

## Visão geral
Yo Yogi! foi produzido entre 1991 e 1992. Os personagens típicos do desenho eram mostrados em sua adolescência. Zé Colmeia, seu amigo Catatau, sua paixão Cindy, Dom Pixote, Leão da Montanha, Smith e os vilões Dick Vigarista e Muttley.

## Episódios
| Data                   | Episódio | Título do episódio nos EUA.              |
| ---------------------- | -------- | ---------------------------------------- |
| 14 de setembro de 1991 | 1        | "Hats Off to Yogi"                       |
| 21 de setembro de 1991 | 2        | "Mellow Fellow"                          |
| 28 de setembro de 1991 | 3        | "The Big Snoop"                          |
| 5 de outubro de 1991   | 4        | "Huck's Doggone Day"                     |
| 5 de outubro de 1991   | 5        | "Grindhog Day"                           |
| 12 de outubro de 1991  | 6        | "Fashion Smashin!"                       |
| 12 de outubro de 1991  | 7        | "To Tell the Truth for Sooth"            |
| 19 de outubro de 1991  | 8        | "Of Meeces and Men"                      |
| 26 de outubro de 1991  | 9        | "Yippee Yo-Yogo"                         |
| 2 de novembro de 1991  | 10       | "Barely Working"                         |
| 9 de novembro de 1991  | 11       | "It's All Relative"                      |
| 16 de novembro de 1991 | 12       | "Yo-Yogi"                                |
| 23 de novembro de 1991 | 13       | "Jellystone Jam"                         |
| 30 de novembro de 1991 | 14       | "Mall Alone"                             |
| 7 de dezembro de 1991  | 15       | "Tricky Dickie's Dirty Trickies"         |
| 14 de dezembro de 1991 | 16       | "Super Duper Snag"                       |
| 21 de dezembro de 1991 | 17       | "Polly Wants a Safe Cracker"             |
| 28 de dezembro de 1991 | 18       | "Mall or Nothing"                        |
| 4 de janeiro de 1992   | 19       | "There's No Business Like Snow Business" |

## Dubladores

### Nos Estados Unidos
- Zé Colmeia, Leão da Montanha: Greg Burson
- Catatau: Don Messick
- Cindy: Kath Soucie
- Dom Pixote: Greg Berg
- Bibo Pai: John Stephenson
- Peter Potamus: Frank Welker
- Dick Vigarista: Rob Paulsen

### No Brasil
- Zé Colmeia: Marco Antônio Costa ( Teodoro, Ajudante ( 1a voz ), Bullborg ( 2a voz ), Filhote, Parmessão, Warnerzinho e telespectador do "Acredite se Puder" - TV Colosso/Rede Globo )
- Catatau e Bóbi Filho: Guilherme Briggs ( 2a voz do JF - TV Colosso/Rede Globo )
- Cindy: Nair Amorim
- Dom Pixote: Mauro Ramos ( Capachildo Capachão, Borges, Cozinheiro e Nestor - TV Colosso/Rede Globo )
- Leão da Montanha: José Santanna
- Bibo Pai e Peter Potamus: Márcio Simões ( Professor Haftas Arden, Ajudante ( 2a voz ), Walter Gate, Adilson, Bullborg ( 1a voz ), 1a voz do Daniel, Coçador, Gilmar 3, Pulga 1, Godoy e Sr. Bóris  - TV Colosso/Rede Globo )
- Dick Vigarista: Jorge Lucas
- Lupe LeBeau: Marco Ribeiro ( Castilho, Gilmar 2, Motorista, Provolone, Ralf de Tocaia Latidor de Oliveira e telespectador do "Acredite se Puder" - TV Colosso/Rede Globo )
- Joca: Bruno Rocha
- Rocks: Iara Riça
- Formiga Atômica: Pedro Eugênio
- Hardy Har Har:  Sérgio Stern
- Estúdio: Wan Macher